# جسی سولیوان
جسی سولیوان متولد(۱۹۶۶ آمریکا) یک برقکار آمریکایی است که به خاطر انجام جراحی تمام رباتیک دست از طریق پیوند ماهیچه عصبی مشهور است و تبدیل شده به یکی از اولین انسان‌های نیمه ماشینی.
دست بایونیک او نمونه اولیه توسعه یافته از مؤسسه توانبخشی شیکاگو است و متمایز از تمام اندام‌های مصنوعی دیگر هست.
در دست مصنوعی او از کشیدن سیم استفاده نکرده‌اند
بلکه از میکرو-کامپیوتر برای اجرای نرخ پهناورتری از احساسات پیچیده مانند حس فشار و درد بهره برده‌اند.